# Martina Ittenbach
Martina Ittenbach (* 25. Juni 1979 in Dachau als Martina Schuster) ist eine deutsche Schauspielerin, Regisseurin und Filmproduzentin. Sie spielt in einigen Filmen ihres Ex-Mannes Olaf Ittenbach die Hauptrolle.

## Karriere
Martina Ittenbach begann ihre Karriere als Darstellerin in Kindertheaterstücken am Münchner Theater für Kinder. Hier agierte sie unter anderem als Palastwächter in Der kleine Muck, Räuberin in Die Bremer Stadtmusikanten, Fee in Dornröschen, Hexe in Peterchens Mondfahrt und als Max in Max und Moritz. Erste TV-Rollen hatte sie in Richter Alexander Hold und Die Jugendberaterin. Ittenbach besuchte von 1996 bis 1999 die Schauspielschule Zerboni in München.
Sie war ab 2003 mit dem Regisseur Olaf Ittenbach verheiratet, den sie als Komparsin bei den Dreharbeiten zu Garden of Love kennenlernte. Bekannt wurde sie durch die weibliche Hauptrolle der „Alice“ an der Seite von Christopher Kriesa, Dan van Husen und Jürgen Prochnow in Olaf Ittenbachs Splatterfilm Chain Reaction (2006).
Gemeinsam mit ihrem damaligen Ehemann war sie in den Filmen Familienradgeber (2006) und Familienradgeber 2 (2009) als Darstellerin, Regisseurin und Produzentin tätig. Eine Hauptrolle spielte sie 2007 im Horrorfilm Dard Divorce, in dem ihr Mann Regie führte. Eine Nebenrolle als gekidnappte Frau hatte sie im Horrorfilm Seed (2007) von Uwe Boll und eine als Polizeibeamtin, die eine Obduktion protokolliert, im Film No Reason (2010) von Olaf Ittenbach.

## Filmografie (Auswahl)
- 1998: Blutiger Ernst (Fernsehfilm)
- 2003: Garden of Love
- 2004: Schwestern
- 2006: Familienradgeber (Darstellerin, Regisseurin und Produzentin)
- 2006: Chain Reaction
- 2007: Seed (nicht im Abspann)
- 2007: Dard Divorce
- 2009: Familienradgeber 2 (Darstellerin, Regisseurin und Produzentin)
- 2010: No Reason
- 2012: Legend of Hell